# Сикорский, Николай Ануфриевич
Никола́й Ану́фриевич Сико́рский (18 июня 1920 — 24 октября 1990) — краснофлотец 66-го отдельного отряда дегазации и дымомаскировки (дымомаскировки и дегазации) Краснознамённой Днепровской флотилии, Герой Советского Союза.

## Биография
Родился 18 июня 1920 года в селе Чехи, УССР, ныне Бердичевского района Житомирской области. Работал шофёром на вагоноремонтном заводе в городе Свободный Амурской области.
В мае 1940 года призван в ряды Красного Флота ВС СССР. Проходил службу на Тихоокеанском флоте. В боях Великой Отечественной войны с сентября 1941 года. Воевал под Ленинградом, Сталинградом, на Днепре в составе речных флотилий и на 1-м Белорусском фронте. Имел лёгкое и тяжёлое ранение. Кандидат в члены ВКП(б). Представлен к званию Героя Советского Союза за исключительно отважные действия в ходе десанта в районе Скрыгалово — Конковичи и Пинского десанта в июне—июле 1944 года.
Указом Президиума Верховного Совета СССР от 7 марта 1945 года за высокое воинское мастерство, мужество и стойкость краснофлотцу Николаю Ануфриевичу Сикорскому присвоено звание Героя Советского Союза с вручением ордена Ленина и медали «Золотая Звезда».
После войны Н. А. Сикорский уволился в запас в звании старшины 1-й статьи. В 1958 году окончил школу торговых работников. Жил в городе Евпатория, где работал на одном из предприятий города. Умер 24 октября 1990 года.
Награждён орденами Ленина, Отечественной войны 1-й степени (6 апреля 1985 года), медалями.